# HD 179949 b
HD 179949 b是一顆由英澳天文台執行的英澳行星搜尋計畫發現的系外行星，母恆星是 HD 179949。該行星極為靠近母恆星，被認為是熱木星。它和母恆星的距離幾乎只有太陽和水星距離的十分之一，公轉週期3日。

## 行星狀況
該行星的磁場誘發了它的母恆星緯度30度位置上的一個轉軸傾角87度的亮點。如果該行星的轉軸傾角在87到93度，它的凌星現象在地球上就可見。該行星的轉軸傾角應在83度以下，但不會比83度低太多，他的質量不會高於0.923±0.077倍木星質量。並且該行星的自轉並未被母恆星潮汐鎖定。
假設HD 179949 b是均勻的灰色，並且沒有溫室效應或潮汐效應，球面反照率0.1，那它的表面溫度將是1533 K。這個溫度相當接近牧夫座τb，並且溫度高於HD 209458 b預測溫度（1392K），並且接近HD 149026 b先前量測的溫度。
目前在該行星大氣層內找尋水蒸氣尚無決定性的結論，另外也正嘗試尋找鈦和釩的氧化物。
HD 179949 b也是VLTI Spectro-Imager的近紅外線天體觀測候選者。

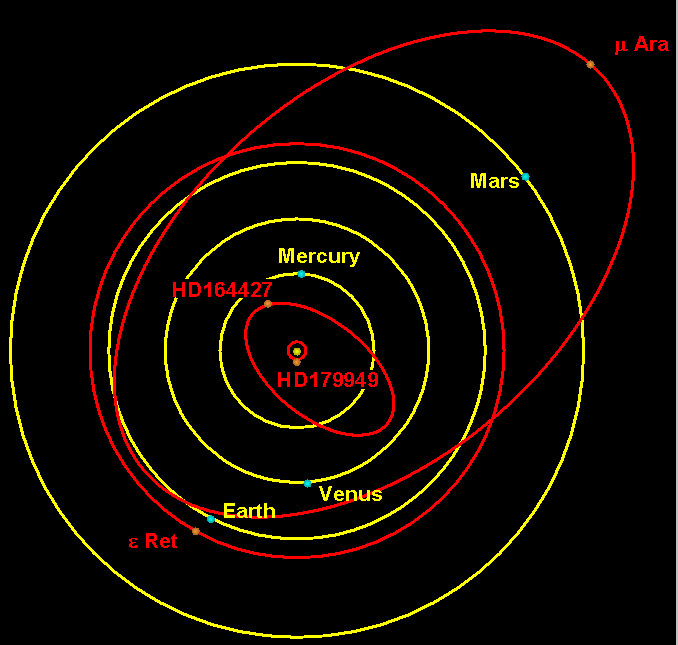
內太陽系各行星和HD 179949 b、HD 164427 b、網罟座εAb和天坛座μb的軌道比較。所有行星的母恆星都位於中央。

## 外部連結
- The Extrasolar Planets Encyclopaedia （页面存档备份，存于） entry （页面存档备份，存于）
- Extrasolar Visions